# Verein für Bewegungsspiele Mödling
Il Verein für Bewegungsspiele Mödling, abbreviato in VfB Mödling, fu una società calcistica austriaca di Mödling, in Bassa Austria. Fu fondato nel 1911, e nel 1997 si fuse con l'Admira/Wacker per formare l'Admira Wacker Mödling.
La squadra ha giocato complessivamente cinque stagioni in Bundesliga nella sua storia.

## Storia
La società venne fondata nel 1911 con il nome di SVg Mödling. Dopo la fondazione il club dovette attendere il 1929 per vincere il primo titolo regionale della sua storia, poi bissato nel 1948. Dopo questa vittoria il club fu ammesso alla Staatsliga B e, nel 1952, salì in massima divisione, ma retrocesse immediatamente.
Negli anni cinquanta retrocede fino alla più bassa categoria della Bassa Austria; la risalita si conclude negli anni ottanta: tra il 1976 e il 1986 sale dalla settima alla seconda divisione nazionale e, nel 1987, ritorna in 1. Division. Nel 1994 ottiene il miglior piazzamento di sempre, con il 6º posto finale, sotto la guida tecnica di Hans Krankl. Nel 1992 cambia nome in VfB Mödling.
Nel 1995 retrocede in Erste Liga e, due anni dopo, si fonde con l'Admira/Wacker, che attraversava problemi finanziari. La nuova società ha sede a Mödling e campo di gioco a Maria Enzersdorf.

## Palmarès

### Competizioni nazionali
- Campionato di Staatsliga B: 1

1951-1952
- Campionato di Erste Liga: 3

1986-1987, 1991-1992
- Campionato di Regionalliga: 1

1985-1986

### Competizioni regionali
- Campionato della Bassa Austria: 3

1928-1929, 1947-1948, 1984-1985
- Campionato di 2. Klasse: 1

1958-1959
- Campionato di 1. Klasse: 1

1975-1976
- Campionato di Unterliga :1

1978-1979
- Campionato di 2. Landesliga: 1

1979-1980

### Altri piazzamenti
- Coppa d'Austria:

Semifinalista: 1987-1988